# Bill Borders
William Dean „Bill“ Borders (* 3. März 1930 in Tulsa, Oklahoma; † 27. Januar 2022 ebenda) war ein US-amerikanischer Ringer.

## Biografie
Bill Borders besuchte in seiner Jugend die Webster High School in Tulsa und studierte danach an der University of Oklahoma Rechtswissenschaften. Dort wurde er 1951 Vizemeister und ein Jahr später Meister der NCAA.
Bei den Olympischen Sommerspielen 1952 in Helsinki trat Borders in der Bantamgewichtsklasse des Freistilringens an. In seinem ersten Kampf konnte er den Schweizer Paul Hänni besiegen. In den folgenden zwei Kämpfen gegen den Iraner Mohammad Mehdi Yaghoubi und Rəşid Məmmədbəyov aus der Sowjetunion unterlag der US-Amerikaner beide Male und schied somit aus dem Wettkampf aus.
Borders war über 50 Jahre lang als Jurist in seiner Heimatstadt tätig und hatte eine Anwaltskanzlei.